# Radarhoved Multebjerg
Radarhoved Multebjerg var en militær flyradarstation på Multebjerg i Gribskov i Nordsjælland. Den blev bygget samtidig med de øvrige radarhoveder ved etableringen af det danske militære radarnet i 1955. Dengang hørte Multebjerg under Flyvestation Kagerup, men ved dennes nedlæggelse i 1982 kom Multebjerg under Eskadrille 500 i Vedbæk. Da Vedbæk lukkede i 2006 blev Multebjerg et selvstændigt radarhoved under Air Control Wing indtil lukningen 18. januar 2011. Fra 10. måned 2013 flytter Hjemmeværns Kompagni Gribskov ind i de tidligere kommandobygninger, og bygningerne bliver dermed en af de flittigst benyttede hjemmeværnsgårde i Nordsjælland.
|  | Denne artikel om en bygning eller et bygningsværk kan blive bedre, hvis der indsættes et (bedre) billede. Du kan hjælpe ved at afsøge Wikimedia Commons for et passende billede eller lægge et op på Wikimedia Commons med en af de tilladte licenser og indsætte det i artiklen. |

56°00′13″N 12°19′16″Ø / 56.00361°N 12.32111°Ø